# Secret of the Three Kingdoms
Secret of the Three Kingdoms (chino: 三國機密之潛龍在淵, mandarín: Sān Guó Jī Mì Zhī Qiǎn), es una serie de televisión china transmitida del 27 de marzo del 2018 hasta el 15 de mayo del 2018 por medio de la cadena Tencent.
La serie está basada en la novela "San Guo Ji Mi" (三国机密) de Ma Boyong.

## Sinopsis
La serie está ambientada en la dinastía Han del Este de China. Donde la Consorte Wang, una concubina del Emperador Ling, acaba de dar a luz a un par de niños gemelos, Liu Xie y Liu Ping. Para proteger a sus hijos de la intrigante Emperatriz He, la Consorte Wang ordena a uno de sus servidores de confianza que saque secretamente a Liu Ping del palacio. Después de la muerte de su madre luego de ser envenenada por la celosa Emperatriz He, Liu Xie es criado por su abuela, la Emperatriz Dowager Dong, quien lo convierte en el Emperador Xian, mientras que Liu Ping es criado como un plebeyo.
Dieciocho años más tarde, el caos se ha desatado en toda China, cuando varios caudillos luchas por el poder y el control de los territorios. El débil de voluntad y enfermizo Emperador Xian ha sido reducido al estado de un Emperador títere, que se encuentra bajo el control de Cao Cao, uno de los jefes militares más poderosos. Durante este tiempo, Xian se entera de que tiene un hermano gemelo llamado Liu Ping, por lo que decide convocarlo al palacio para que lo ayude a salvar la dinastía Han del Este del colapso.
Por otro lado a lo largo de estos años, Liu Ping ha crecido junto a su mejor amigo Sima Yi sin saber su verdadero origen, hasta ahora. Después de reencontrarse con su hermano y ser testigo de su muerte, con la ayuda de la esposa de su hermano, la Emperatriz Fu Shou, Liu Ping toma su puesto haciéndose pasar por el Emperador y pronto se encuentra envuelto en una lucha de poder con Cao Cao.
Con la ayuda de la Fu Shou, Sima Yi y otros miembros leales a Han, Liu Ping evade varios intentos de Cao Cao y sus seguidores de deshacerse de él. Sin embargo en un momento crítico, Liu Ping se da cuenta de que no puede hacer nada para salvar a la dinastía Han del Este y que lo mejor que puede hacer es retirarse de la lucha por el poder. Por otro lado también entra en conflicto cuando comienza a enamorarse de Fu Shou. 
Por el contrario, su amigo de la infancia Sima Yi, se vuelve un hombre más despiadado y ambicioso en la búsqueda del poder.

## Reparto

### Personajes principales[2]
| Actor                   | Personaje                        | N.º de episodios | Notas |
| ----------------------- | -------------------------------- | ---------------- | --- |
| Ma Tianyu (Ray Ma)      | Liu Ping Liu Xie, Emperador Xian | 40               | Liu Ping: Es el hermano gemelo de Liu Xie, después de descubrir que tiene un hermano gemelo y que este es el emperador de la dinastía Han, decide cumplir su deseo y se hace pasar por él, luego de su muerte. Liu Xie: Es el Emperador de Han, después de descubrir que tiene un hermano gemelo, lo manda llamar para que ocupe su lugar antes de su muerte y así salvar a la Dinastía Han de la ambiciosa familia Cao. |
| Wan Qian (Regina Wan)   | Fu Shou                          | 40               | Es la Emperatriz de Han y esposa de Liu Xie. |
| Elvis Han (Han Dongjun) | Sima Yi                          | 20               | Es el mejor amigo de Liu Ping, sin embargo luego lo traiciona y comienza a trabajar para la familia Cao y así lograr sus ambiciones. |
| Tse Kwan-ho             | Cao Cao                          | -                | Es un ambicioso caudillo que comienza a planear cómo derrotar a la dinastía Han y así convertirse en la máxima figura de poder. |
| Dong Jie                | Tang Ying                        | -                | Fue la Consorte y viuda del Emperador Liu Bian, Tang Ying comienza a desarrollar sentimientos por Sima Yi. |
| Dong Xuan               | Ren Hongchang Diao Chan          | -                | Es una mujer atractiva que utiliza sus encantos para derrotar a sus oponentes. Cuando se encuentra con Guo Jia, uno de los consejeros de Cao Cao, al inicio se utilizan entre sí para lograr sus propios objetivos políticos, sin embargo poco a poco comienzan a enamorarse. |

### Personajes secundarios[6]
| Actor        | Personaje      | N.º de episodios | Notas |
| ------------ | -------------- | ---------------- | --- |
| Tan Jianci   | Cao Pi         | -                | Es el hijo de Cao Cao. |
| Sunny Wang   | Guo Jia        | -                | Es el confiable asesor de Cao Cao, quien comienza a sospechar de la verdadera identidad de Liu Ping. Aunque al inicio él y Diao Chan se utilizan para lograr sus objetivos políticos, poco a poco comienzan a enamorarse. |
| Tu Nan       | Man Chong      | -                | |
| Li Jianyi    | Zhang Yu       | -                | |
| Shu Yaoxuan  | Jia Xu         | -                | |
| Xia Zhi Qing | Sima Fang      | -                | Padre de Sima Yi. |
| Jia Benchu   | Sima Lang      | -                | Es el hijo mayor de Sima Fang. |
| Wang Renjun  | Xun Yu         | -                | Es uno de los asesores de Cao Cao. |
| Wang Xiaomin | Zhen Fu        | -                | Es la primera esposa de Cao Pi. |
| Chang Cheng  | Yang Jun       | -                | |
| Wang Meng    | Yang Xiu       | -                | |
| Zhang Qi     | Yang Biao      | -                | |
| Shi Wenxiang | Leng Shouguang | -                | |
| Li Yansheng  | Kong Rong      | -                | |

### Otros personajes
| Actor      | Personaje               | N.º de episodios | Notas |
| ---------- | ----------------------- | ---------------- | --- |
| Wang Yilin | Zhao Yan                | -                | |
| Sun Zujun  | Wang Fu                 | -                | |
| Na Renhuao | Emperatriz Dowager Dong | -                | Es la abuela de Liu Ping y Liu Xie.                                                                                                   |
| Lin Jing   | Emperatriz He           | -                | |
| Pu Tao     | Consorte Wang           | -                | Concubina del Emperador Ling, y madre de Liu Ping y Liu Xie. Es envenenada por la celosa Emperatriz He, lo que le ocasiona la muerte. |
| Wang Yinuo | Consorte Dong           | -                | |
| Liu Yuhan  | Cao Zhi                 | -                | Es el hijo de Cao Cao. |
| Wang Yuwen | Cao Jie                 | -                | Es la hija de Cao Cao y media hermana de Cao Pi, así como la segunda esposa de Liu Xie.                                               |
| Deng Shang | Xu Fu                   | -                | |

## Episodios
La serie estuvo conformada por 54 episodios, los cuales fueron emitidos dos episodios cada martes, miércoles y jueves.

## Producción
Fue dirigida por Patrick Yau y Cheng Wai-man, el guion estuvo bajo el mando de Chang Jiang, mientras que la producción fue realizada por Karen Tsai y Xu Yiming.
Entre la música que se escucha en la serie está "A Young Man’s Aspirations" (少年志) de Wang Xiaokun.
La serie fue filmada en "Hengdian World Studios" y "Xiangshan Film City" del 7 de marzo al 28 de junio del 2017.
Contó con el apoyo de la compañía de producción "Tangren Media".